# Blindscan
Blindscan ist eine spezielle Sender-Suchfunktion von DVB-Receivern, also Satellitenempfängern, digitalen Kabel-TV-Empfängern und Set-Top-Boxen. 
Seit 2003 sind Receiver mit Blindscan-Funktion auf dem Markt. Sie ermöglichen einen Suchlauf, der das komplette Frequenzspektrum eines Satelliten ohne Eingabe von Frequenzen, Symbolraten oder Verwendung von Voreinstellungen durchsucht. 
Bei Satelliten, die für Direktempfang ausgelegt sind, wie zum Beispiel Astra, wird der Sendersuchlauf über eine Transpondertabelle (NIT = Network Information Table) gesteuert, die der Satellitenbetreiber auf mehreren Transpondern bereitstellt. Von manchen Satellitenbetreibern wird diese Netzwerktabelle nicht oder nur ungenügend gepflegt. Hier empfiehlt sich ein Blindscan, für Satelliten wie Astra und Eutelsat aber bringt er selten Vorteile.
Mit Blindscan werden auch Übertragungen gefunden, die neu dazugekommen und in der Netzwerktabelle nicht verzeichnet sind. Auch (oft unkommentiertes/ungeschnittenes) Material von Live-Schaltungen, Übertragungswagen, externen Studios oder anderen Sendern kann mit einem Blindscan gefunden werden (siehe Feedhunting). Da alle möglichen Frequenzen und Symbolraten durchprobiert werden, kann dieser Scan recht lange dauern.
Receivern für terrestrischen und Kabelempfang liegt zwar dasselbe technische Prinzip zugrunde; die Änderungen sind jedoch nicht nur wesentlich seltener als beim Satellitenempfang, sondern auch Kanalparameter wie Transponderbandbreite, FEC, Bitrate etc. werden so gut wie nie geändert und das Kanalraster ist vorgegeben.